# 제이 레노
제이 레노(Jay Leno, 1950년 4월 28일 ~ )는 미국의 텔레비전 진행자, 작가, 스탠드업 코미디언이다. 수년간 스탠드업 코미디를 했던 그는 1992년부터 2009년까지 NBC에서 《The Tonight Show with Jay Leno》를 진행했다. 2009년 9월부터는 프라임타임에서 《The Jay Leno Show》를 시작했으나 2010년 1월 호스트 논란으로 프로그램이 취소되었고, 2010년 3월 1일 《The Tonight Show with Jay Leno》로 복귀하였다. 2014년 2월 6일 해당 프로그램이 종영한 이후에는 2015년부터 2022년까지 CNBC에서 《Jay Leno's Garage》의 호스트를 맡았다.

## 출연 작품
- 위닝: 더 레이싱 라이프 오브 폴 뉴먼 (2015)
- 보이즈 오브 보니빌: 레이싱 온 어 리본 오브 솔트 (2011)
- 태양광 택시로 세계일주를 (2010)
- 러브 더 비스트 (2009)
- 토끼와 거북이 패밀리가 떴다 (2008)
- 이고르와 귀여운 몬스터 이바 (2008)
- 미스터 웜스 - 돈 리클스 프로젝트 (2007)
- 애스트로넛 파머 (2007)
- 언더독 (2007)
- 테일스 오브 더 랫 핑크 (2006)
- 카 (2006)
- 아이스 에이지 2 (2006)
- aka 토미 종 (2005)
- 엔론 - 세상에서 제일 잘난 놈들 (2005)
- 로봇 (2005)
- 대통령의 딸 (2004)
- 미스터 3000 (2004)
- 캘린더 걸스 (2003)
- 붙어야 산다 (2003)
- 코미디언 (2002)
- 존 큐 (2002)
- 스페이스 카우보이 (2000)
- 생방송 에드 TV (1999)
- 스턴트 (1998)
- 저스트 라이트 (1997)
- 매드 시티 (1997)
- 왝 더 독 (1997)
- 인 앤 아웃 (1997)
- 콘택트 (1997)
- 버드케이지 (1996)
- 모던 마블스 (1994)
- 메이저 리그 2 (1994)
- 고인돌 가족 (1994)
- 공룡 대행진 (1993)
- 웨인즈 월드 2 (1993)
- 데이브 (1993)
- 왓츠 업, 히디어스 선 데몬 (1983)
- 폴리에스터 (1981)
- 아메리카슨 (1979)
- 실버 베어스 (1978)
- 폭소 대소동 (1977) - 크레디트 미기재

### 텔레비전
- 프렌즈 (1994) - 본인 역
- 저스트 슛 미 (1997, 2002) - 본인 역
- 사우스 파크 (1999) - 애니메이션
- American Chopper (2004) - 본인
- 쇼킹 패밀리 (2006-16) - 애니메이션
- 지미 키멀 라이브! (2008) - 본인